# Política das Ilhas Salomão

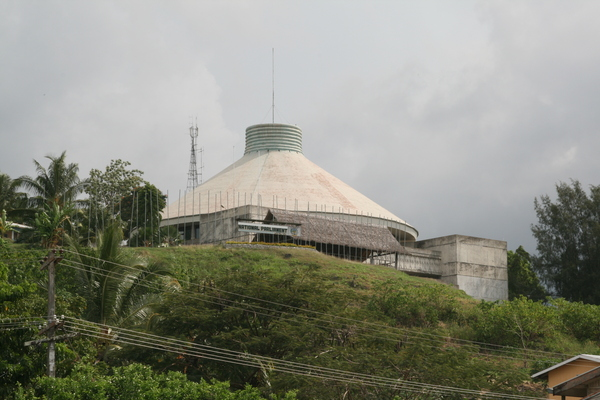
Parlamento Nacional das Ilhas Salomão.

A política das Ilhas Salomão, tem lugar em uma monarquia representativa parlamentarista. É uma monarquia na Commonwealth, onde o primeiro-ministro é o chefe de governo em um sistema pluripartidário. O poder executivo é exercido pelo governo e o legislativo é compartilhada entre o parlamento e o governo. O judiciário é independente.